# Класична школа менаџмента
Класична школа менаџмента је у исто време и прва школа и први познати системски приступ проучавању проблематике из овог домена. Ова школа је настала као резултат сазнања до којих су о менаџменту дошли Фредрик Тејлор, Анри Фејо, Макс Вебер и њихови бројни следбеници.
Класичан приступ не представља мозаик релативно конзистентних ставова него стриктно структурирану доктрину.
Ред и дисциплина су две основне претпоставке ефикасне организације, које се могу обезбедити путем хијерархије. На друој страни је питање одговорности руководилаца за ефикасно управљање организацијом, односно за доношење одлука и стварање организационе средине, која ће подржати њихову имплементацију.
Наведени проблеми се могу генерално груписати у два дела, која чине основу за разликовање две теорије у оквиру класичне школе:
1. теорија научног менаџмента, која је изучавала проблеме организације рада (извршна функција)
2. класична теорија организације, која је изучавала проблеме организације управљања (административна функција)